# Chiesa della Beata Antonia
La chiesa della Beata Antonia, detto anche monastero del Corpo di Cristo o della Santissima Eucaristia, è un edificio religioso dell'Aquila, situato nel quarto di San Pietro in via Sassa, al cui interno è conservato il corpo incorrotto di Antonia da Firenze.

## Storia
La chiesa venne realizzata dalla famiglia Gaglioffi alla morte del suo capostipite — il ricco mercante Giacomo Gaglioffi, nativo di San Vittorino ed insediatosi in città nel locale di riferimento — che aveva espressamente richiesto nel suo testamento, datato al 1335, l'edificazione di una chiesa, di un ospedale e di una mensa per i poveri. Il complesso venne fondato il 21 agosto 1349 con il nome di Monastero dell'Eucaristia sul luogo di un precedente palazzo duecentesco.
L'ospedale e il monastero erano separati da via dell'Annunziata, cosicché ai sottopassaggi già presenti si ritenne necessario aggiungere un cavalcavia con arco a tutto sesto e una sequenza di archi ogivali in stile gotico che costituivano uno dei più suggestivi angoli medievali della città; sia il cavalcavia che gli archi vennero poi demoliti incautamente nel 1911.
Il 2 giugno 1447, su pressione di Giovanni da Capestrano e con l'aiuto del vescovo Amico Agnifili e di Pietro Lalle Camponeschi, il complesso venne poi concesso alla clarissa Antonia da Firenze che ne prese possesso il 6 giugno insieme a sedici compagne. Per le regole di clausura, la chiesa venne suddivisa in due ambiente, uno aperto al pubblico e l'altro riservato alle religiose. Contemporaneamente l'ospedale venne trasferito nella nuova sede a lato della basilica di San Bernardino cosicché, grazie alla nuova gestione e all'abbondante quantità di spazi, il monastero divenne in breve tempo il più popoloso ed importante della città. Alla morte della badessa, il 29 febbraio 1472, la stessa fu nominata beata e l'intero complesso le venne titolato.

## Descrizione
La chiesa è posta nel locale di San Vittorino, all'interno del quarto di San Pietro, lungo il declivio di via Sassa che dalla piazza del Duomo si allontana verso occidente.
L'edificio è inglobato in un'amplissima proprietà, poi lottizzata, di circa 6 000 m² che occupava buona parte dell'antico locale; all'interno dell'area trovavano posto ad oriente — nella porzione più elevata e affacciata sull'attuale piazza San Biagio — le abitazioni principali della famiglia e, seguendo, il declivio, dapprima l'ospedale in un primo palazzo a corte (noto come palazzo Gaglioffi, nel XX secolo sede del conservatorio Alfredo Casella) quindi il monastero vero e proprio, ricavato dagli ambienti di un ulteriore palazzo a chiostro. I due palazzi erano separati dalla via dell'Annunziata ma collegati, sotto la quota della strada, da alcuni passaggi; ad oggi sono ancora visibili sulla strada i resti delle aperture, parzialmente interrate. Successivamente venne anche creato un cavalcavia con arco a tutto sesto a sua volta demolito nel 1911.
Il complesso presenta una forma quadrangolare ed è caratterizzato da un grande chiostro circondato su tre lati dalle celle monastiche e sul quarto lato — parallelo a via Sassa — dalla chiesa; è strutturato su quote diverse a causa della forte pendenza del terreno. È possibile che in origine l'ambiente della chiesa si estendesse anche nell'area più occidentale del complesso.

### Esterno

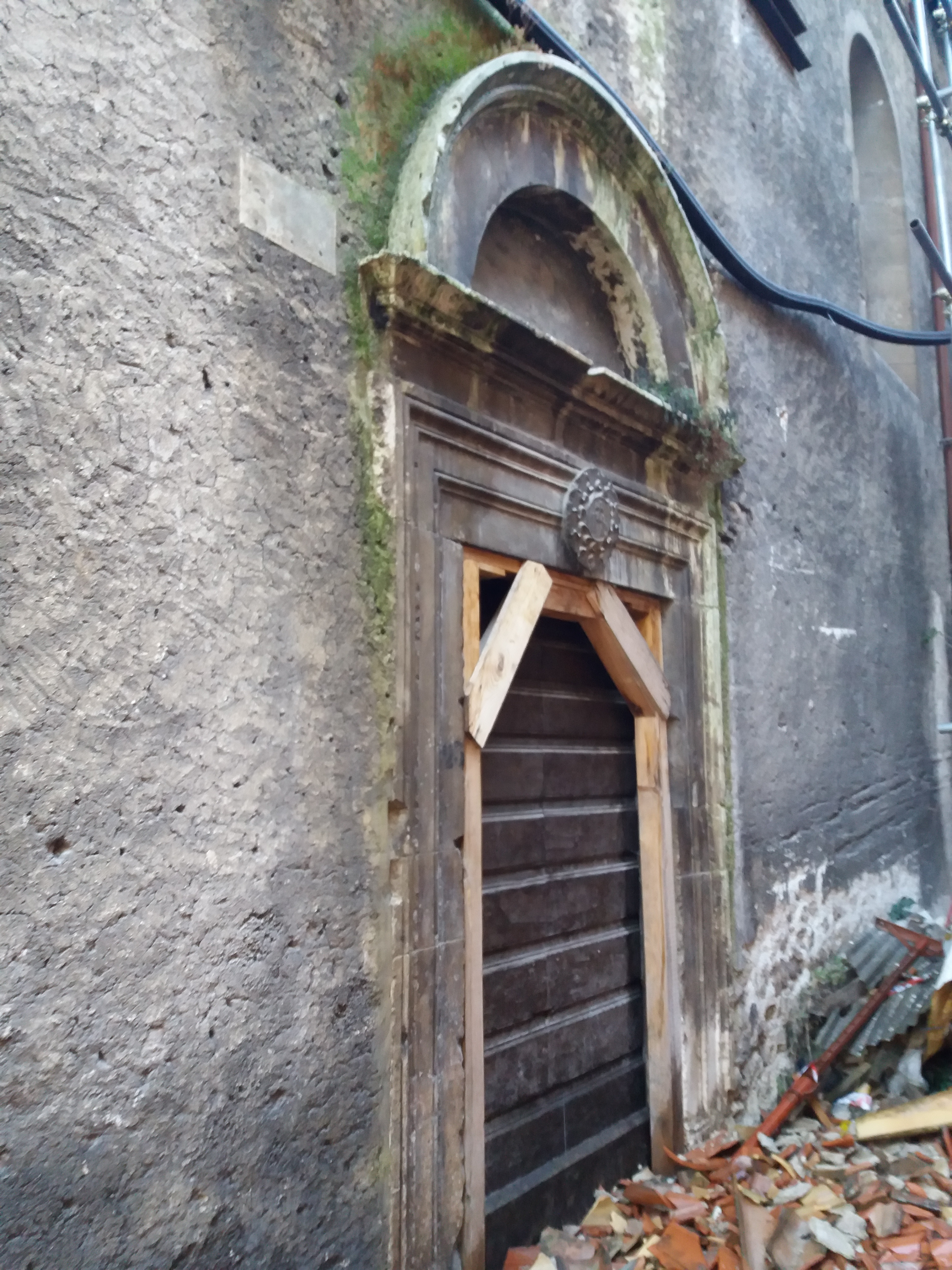
Portale in via Sassa, per l'ingresso al convento

Su via Sassa si sviluppa l'unico fronte pubblico della chiesa, caratterizzato da tre monofore che illuminano l'aula, oltre ad un oculo con monogramma bernardiniano e a due portali con arco a tutto sesto. L'intera parete è trattata alla maniera delle architetture civili, cioè intonacata e non lasciata con la pietra a vista, differenziandosi così per la prima volta dalla tradizione delle chiese aquilane; questa tipologia di rivestimento, più prettamente architettura rinascimentale, verrà successivamente utilizzata per i prospetti laterali di San Bernardino e Santa Maria del Soccorso.
Dalla strada si accede ad un atrio rettangolare su cui si affaccia il portale ogivale d'accesso al monastero e, a destra, il fronte della chiesa: questo — d'origine trecentesca e sopravvissuto al rifacimento quattrocentesco dell'impianto — si presenta nella classica forma quadrangolare, con cornice marcapiano e rivestimento in conci di pietra; l'interruzione della cortina alla sommità della facciata fa ipotizzare l'ideazione di un frontone triangolare mai realizzato. Il portale è semplice con arco a tutto sesto con cornice divisoria e lunetta incassata. Il rosone in stile romanico di scuola atriana, viene associato dal Gavini ai coevi oculi di Santa Maria Paganica e San Pietro a Coppito.

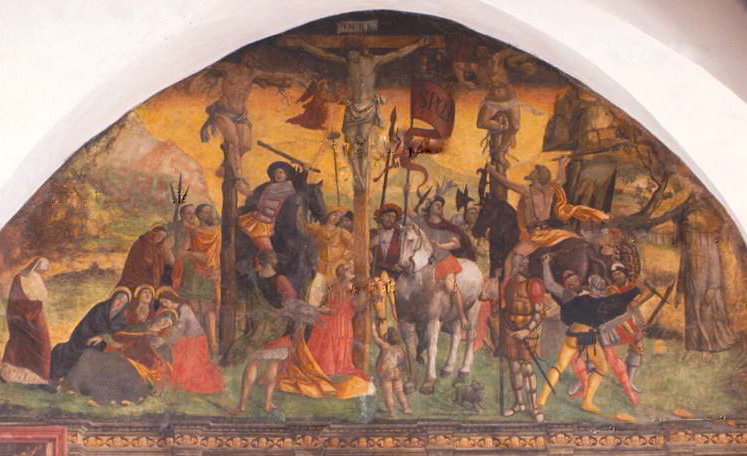
La Crocifissione, coro delle monache della chiesa della Beata Antonia, L'Aquila

Fino al 1911 esistevano degli archi ogivali medievali (noti come "archi di Santa Chiara"), che collegavano il monastero al vicino palazzo Gaglioffi, sede dell'ospedale delle monache, demoliti per allargare la strada.

### Interno
L'interno, ideato alla metà del XV secolo, presenta per la prima volta in città i caratteri tipici dell'architettura rinascimentale e rinnovò in maniera importante i caratteri della tradizione aquilana ed abruzzese. In questo contesto, non può essere minimizzata l'origine fiorentina della badessa Antonia, cui in seguito venne titolato il complesso.
Ad aula unica, di forma rettangolare, è suddiviso in tre campate voltate a crociera su peducci. È caratterizzato dalla maestosa Crocifissione ad opera di Francesco da Montereale e che occupa l'intera parete dietro l'altare. Al di là della parete, l'aula riservata alle clarisse è disposta simmetricamente, suddivisa anch'essa in tre campate, ed interamente affrescata dallo stesso artista abruzzese (per quanto riguarda la parete dietro l'altare) e da Giovan Paolo Cardone (sulle restanti pareti); si compone di 99 stalli in legno di noce, realizzati nel XVI secolo e prende luce dal chiostro del monastero.
L'interno comprende un organo a canne del XVIII secolo attribuito a Domenico Antonio Fedeli.